# Regina Kevius

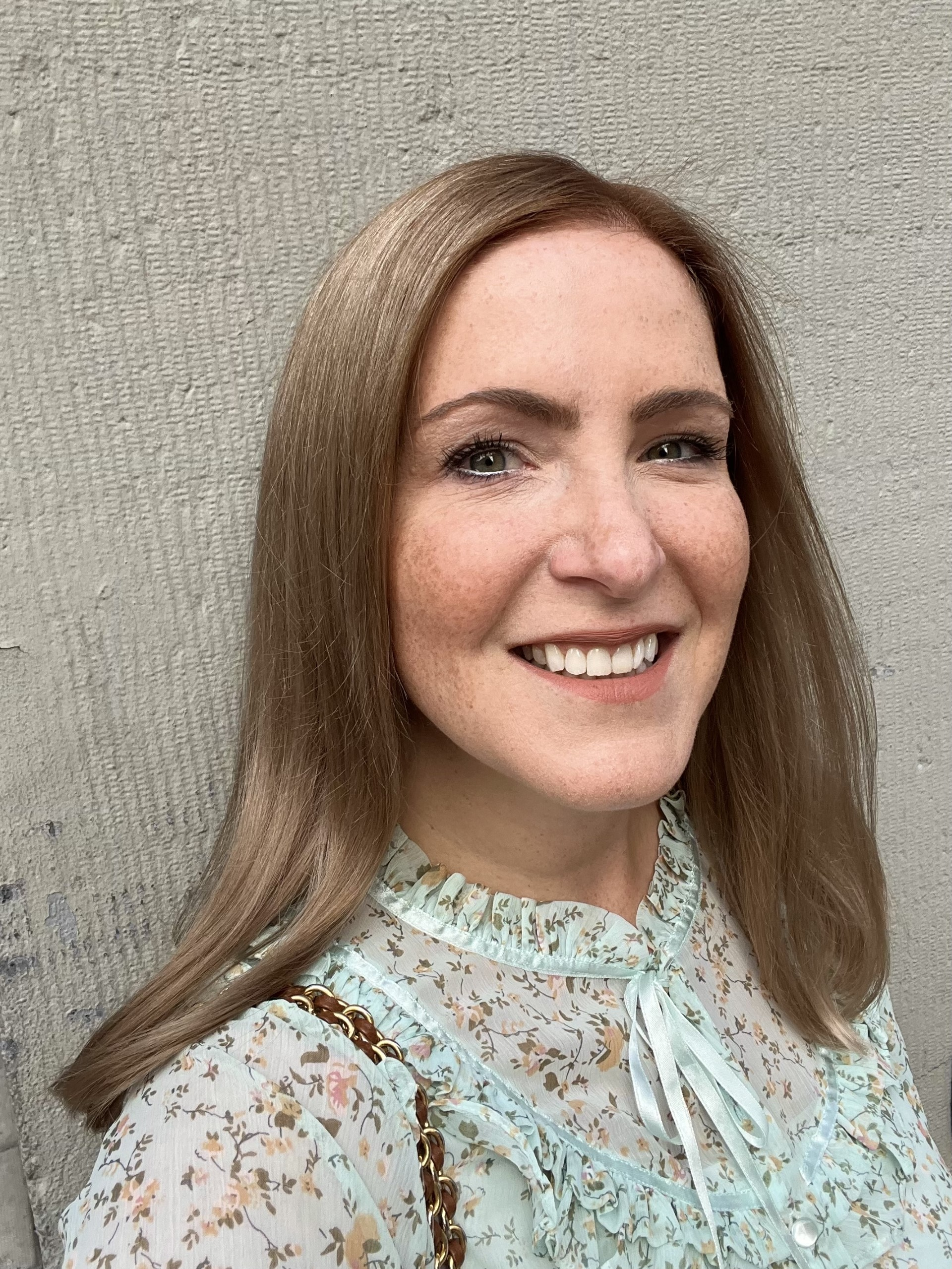
Regina Kevius, augusti 2023.

Regina Monika Magdalena Kevius, född 23 april 1981 i Spånga församling i Stockholm, är en svensk civilingenjör och före detta politiker (moderat). Hon var kommunpolitiker och stadsbyggnads- och idrottsborgarråd i Stockholms stad 2010–2014.
Kevius var mellan 2003 och 2015 ledamot i Stockholms stadsfullmäktige och har bland annat varit ordförande i Kungsholmens stadsdelsnämnd 2007–2010. Hon har tidigare varit bland annat stadsbyggnads- och exploateringschef i Sundbybergs stad samt kommundirektör i Upplands Väsby mellan augusti 2019 och februari 2023.
Hon är uppvuxen i Huvudsta i Solna kommun. Kevius har en civilingenjörsexamen i lantmäteri från KTH och har arbetat som teknikkonsult, byggprojektledare samt planeringschef. 
Regina Kevius är idag samhällsbyggnadsdirektör i Södertälje kommun. Hon vill bland annat planera villor för barnfamiljer. I intervjun i Länstidningen Södertälje den 11 juni 2025 säger hon: 
"– Södertälje kommun äger mycket mark, vilket många kommuner i Stockholmsregionen inte gör, så vi har goda förutsättningar. Men vi behöver prioritera vilka planer som är viktiga att få fart på och ta fram förslag på mark för småhus."

## Inledande karriär
Kevius första arbete efter examen var som projektledare på teknikkonsultföretaget Carl Bro (numera Grontmij) . Kevius andra arbete var på Skanska Nya Hem som projektledare i distriktet Solna/Sundbyberg med placering på projektkontoret i Gamla Filmstaden där Skanska tillsammans med HSB uppförde cirka 600 lägenheter . Kevius tredje arbete var som planeringschef i Danderyds kommun där hon var opolitisk tjänsteman och ansvarig för översiktsplan, miljöprogram samt näringslivsfrågor.
. Som näringslivsansvarig bidrog hon till ett förändringsarbete gällande näringslivsservicen i kommunen, vilket resulterade i att Danderyds kommun klättrade 13 placeringar på Svenskt Näringslivs kommunrankning till plats 6 år 2010

## Stockholmspolitiken

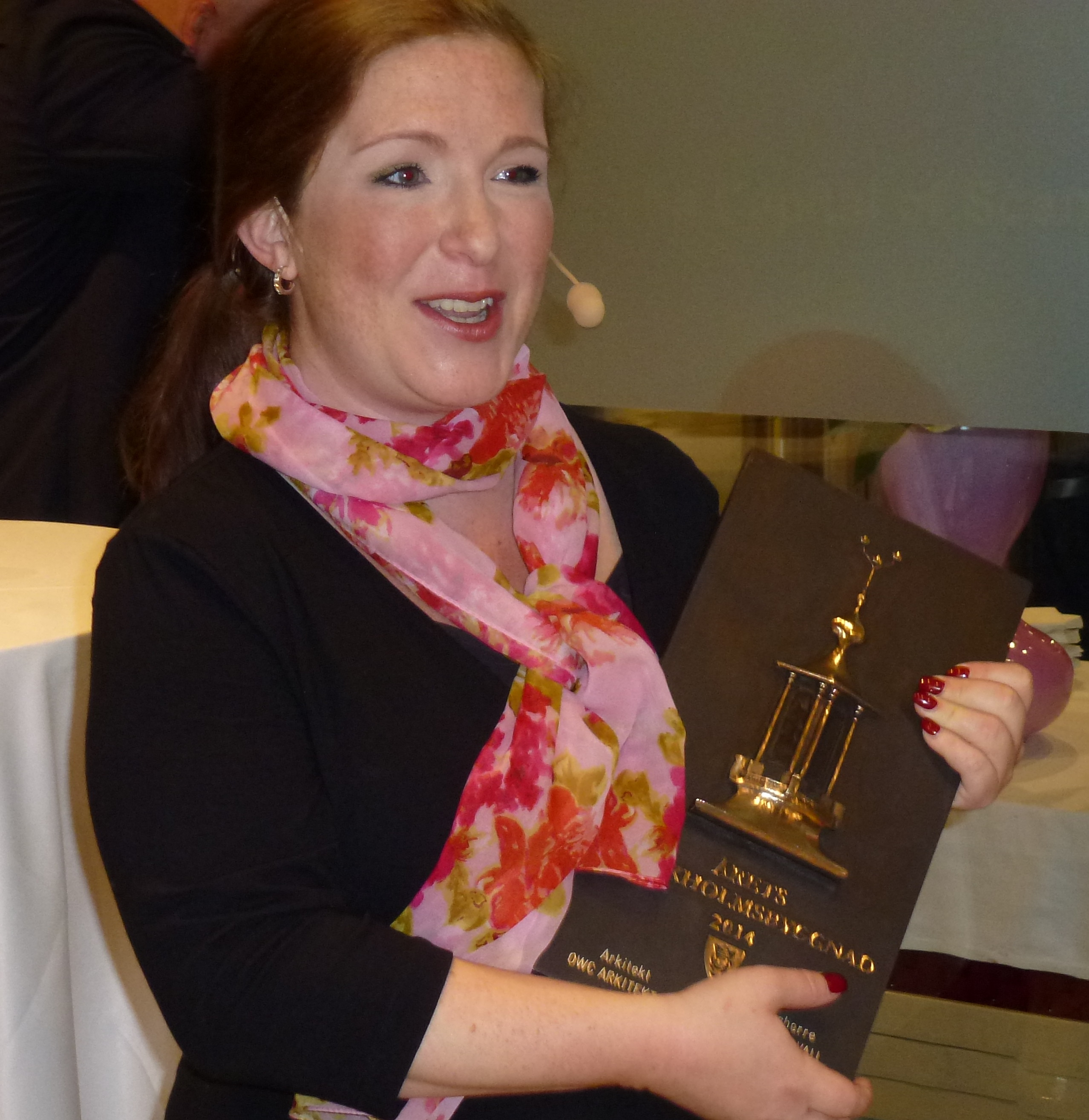
Regina Kevius vid utdelningen av priset för Årets Stockholmsbyggnad 2014.

Hon är positiv till Stockholms nya översiktsplan,  med nya områden i rutnätsmönster och stenstad utanför tullarna.  I syfte att öka det demokratiska inflytandet i stadsplaneringen har Kevius föreslagit att de i bostadskön borde få komma till tals om vad som ska byggas . Förnya eller bevara är en klassisk tvistefråga som präglar många projekt, allt från upprustningen av Slussen till den planerade rivningen av kulturminnesmärkta Trygg-Hansa huset . Kevius menar att byggbranschen borde bygga mer av de stadskvaliteter som människor efterfrågar . På ett seminarium i Almedalen frågar Kevius varför det inte byggs mer i gammal stil istället för vita prefablådor . Inför framtagandet av Stockholms nya Arkitekturprogram frågade därför stadsbyggnadsrådet stockholmare på Kulturhuset hur de önskade att de framtida husen skulle se ut . Kevius berättar i ett personporträtt i DN under våren 2012 om vad hon menar med sin vision ”Att vi ska lämna över staden i ett bättre skick” .
Kevius var tidigare engagerad i det förtätnings-förespråkande nätverket Yimby.
Som nytillträtt idrottsborgarråd fick Kevius mycket kritik då idrottsnämnden beslutade om att minska föreningsbidragen med 25 %, ett beslut som upphävdes några veckor senare . Kevius sade att politiker måste kunna ändra felaktiga beslut . I Stockholms stads budget för 2013 förstärks stödet till idrottsföreningarna med 5 miljoner kronor till totalt 49,7 miljoner kr. Sedan 2010 har alliansen ökat stödet till föreningarna med 24 procent .

### Frågan om Slussen
Den största stadsbyggnadsfrågan under Kevius ledning har varit beslutet om Nya Slussen. Beslutet om att bygga om Slussen fattades efter flera timmar av livlig debatt i kommunfullmäktige med röstsiffrorna 51–48. Kevius menade att det var ett historiskt beslut . Att inte fatta beslut, att skjuta upp och utreda vidare är att inte våga och att inte vilja ta ansvar skrev Kevius tillsammans med finansborgarrådet i en debattartikel i SVD Kultur . Turerna var många, flera kritiska röster höjdes och Slussen debatterades flitigt och Kevius fick svara på frågor om varför man inte haft en folkomröstning eller ett rådslag om Slussens utformning . Beslutet om att anta detaljplanen för Slussen fattades på Stockholms kommunfullmäktiges sammanträde den 12 december och Kevius var föredragande borgarråd i debatterna .

### Bandyhall
Kevius arbetade för att det skulle kunna byggas en bandyhall i Stockholm, ett projekt som skulle ha förverkligats 2014 eller 2015 men som hennes efterträdare Emilia Bjuggren (s) har skjutit på framtiden.

## Utmärkelser
Ledarna och karriärnätverket Shortcut har fem år i rad rankat Kevius på listan Framtidens kvinnliga ledare, år 2008, år 2009, år 2010, år 2011 och år 2012